# The Ocean Cleanup

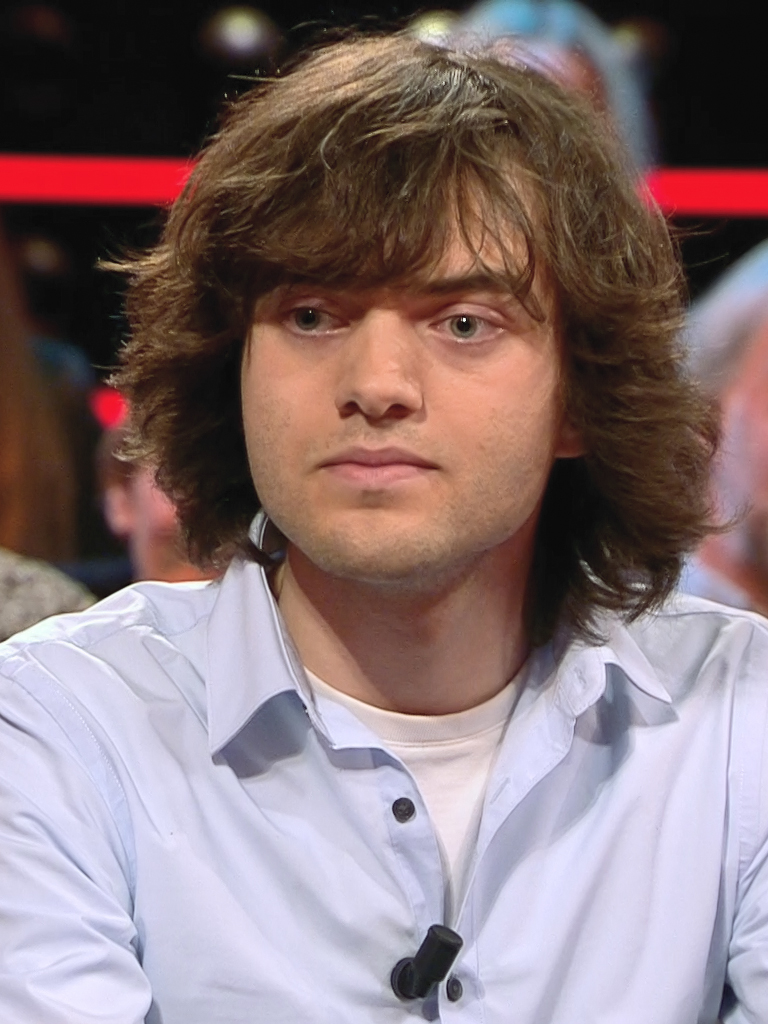
CEO e fundador Boyan Slat

A Ocean Cleanup é uma organização ambiental de engenharia sem fins lucrativos com sede na Holanda, que desenvolve tecnologia para extrair a poluição plástica dos oceanos e interceptá-la nos rios antes que ela chegue ao oceano. Após testes iniciais e prototipagem no Mar do Norte, eles implantaram seu primeiro protótipo em escala real na Grande Mancha de Lixo do Pacífico. Ele entrou em dificuldades depois de dois meses e foi rebocado para o Havaí para inspeção e reparo. Em junho de 2019, seu segundo sistema protótipo foi implantado. Eles também implantaram sua tecnologia fluvial, o Interceptor, em dois locais em 2019, revelaram o projeto publicamente em outubro de 2019 e implantaram outro em 2020. Em 2021, eles anunciaram que o teste do protótipo do System 002 foi bem-sucedido. Em 2022, o primeiro Interceptor Original implantado nos Estados Unidos será instalado em Ballona Creek, perto de Los Angeles, Califórnia.
A organização realiza pesquisas científicas sobre a poluição plástica oceânica. Foi fundada em 2013 por Boyan Slat, um inventor-empresário de origem croata e holandesa que atua como seu CEO. Realizou duas expedições ao Giro do Pacífico Norte, a Mega Expedição e a Expedição Aérea, e continua a publicar artigos científicos. Seu sistema oceânico consiste em uma barreira flutuante na superfície da água nos giros oceânicos, que coleta detritos marinhos à medida que o sistema é empurrado pelo vento, ondas e correntes e desacelerado por uma âncora marítima. O projeto visa lançar um total de 60 desses sistemas, e eles preveem que essa capacidade pode limpar 50% dos detritos na Grande Porção de Lixo do Pacífico em cinco anos a partir da implantação em grande escala.

## História
Slat propôs o projeto de limpeza e sistema de apoio em 2012. Em outubro, Slat delineou o projeto em uma TED-talk. O projeto inicial consistia em longas barreiras flutuantes fixadas no fundo do mar, presas a uma plataforma central em forma de arraia manta para estabilidade. As barreiras direcionariam o plástico flutuante para a plataforma central, que retiraria o plástico da água. Slat não especificou as dimensões deste sistema na palestra.

### 2014 – revisões
Em 2014, o projeto foi revisado, substituindo a plataforma central por uma torre destacada das barreiras flutuantes. Essa plataforma coletaria o plástico por meio de uma esteira rolante. A barreira flutuante foi proposta para ter 100 km de comprimento. Eles também conduziram e publicaram seu estudo de viabilidade. Em 2015, este projeto ganhou o prêmio Design do Ano do London Design Museum
 e o INDEX: Award.

### 2015 – testes de maquetes
Em 2015, foram realizados testes em maquetes em ambientes controlados. Os testes foram realizados nas piscinas de ondas de Deltares e MARIN. O objetivo foi testar a dinâmica e a carga da barreira, quando exposta a correntes e ondas, e coletar dados para modelagem computacional contínua.

### 2016 – testes em mar aberto
Um segmento de 100 metros passou por um teste no Mar do Norte, na costa da Holanda, no verão de 2016.
 O objetivo era testar a resistência dos materiais escolhidos e as conexões entre os elementos. O teste indicou que as barreiras convencionais de contenção de óleo não suportariam os ambientes hostis que o sistema enfrentaria. Eles mudaram o material do flutuador para um tubo de HDPE de parede dura, que é flexível o suficiente para seguir as ondas e rígido o suficiente para manter sua forma de U aberta. Mais protótipos foram implantados para testar a resistência dos componentes.

### 2017
Em maio de 2017, foram feitas mudanças significativas no design:
- As dimensões foram drasticamente reduzidas, de 100 km a 1-2 km. A Ocean Cleanup sugeriu o uso de uma frota de aproximadamente 60 desses sistemas.[25][26]
- As âncoras do fundo do mar foram substituídas por âncoras marítimas, permitindo-lhe derivar com as correntes, mas movendo-se mais lentamente. Isso permitiu que o plástico "atingisse" o sistema de limpeza. As linhas para a âncora manteriam o sistema em forma de U. Esse design permite que o sistema se desloque para locais com a maior concentração de detritos.[27]
- Um sistema automático de coleta do plástico foi descartado. Em vez disso, o sistema concentraria o plástico antes da remoção por embarcações de apoio.[28]

### 2018
A Ocean Cleanup realizou mais testes de modelos em escala em 2018. As âncoras marítimas foram removidas porque o vento movia o sistema mais rápido que o plástico. A abertura do U estaria voltada para a direção da viagem, o que seria alcançado tendo a tela subaquática mais profunda no meio do sistema, criando mais arrasto.

Em 9 de setembro de 2018, o Sistema 001 (apelidado de Wilson em referência à bola de vôlei flutuante no filme de 2000 Cast Away)
 foi implantado a partir de San Francisco. O navio Maersk Launcher rebocou o sistema para uma posição a 240 milhas náuticas da costa, onde foi submetido a uma série de testes no mar. Consistia em uma barreira longa de 600 m  com 3 m de saia larga pendurada abaixo dela. Não era tripulado e incorpora sistemas de monitoramento e navegação movidos a energia solar, incluindo GPS, câmeras, lanternas e AIS. A barreira e a montagem da tela foram produzidas na Áustria por um fornecedor austríaco.

### 2019

Vista superior da barreira flutuante: A - plataforma de navegação B - cápsula de satélite C - cápsula da câmera(Há também nove lanternas situadas a cada 100 metros ao longo da barreira para fornecer visibilidade)

Em meados de janeiro de 2019, o sistema Wilson completou sua jornada de 800 milhas e chegou a Hilo Bay, no Havaí. A Ocean Cleanup planejava retornar o sistema reparado ao serviço no verão. Em meados de junho, após quatro meses de análise de causa raiz e redesenho, um novo sistema de teste renovado (001/B) foi implantado. Em agosto, a equipe anunciou que, depois de tentar várias alternativas, um pára-quedas aquático acoplado para retardar o sistema e expandir a linha de cortiça usada para manter a tela no lugar seria testado.
 Em outubro, eles anunciaram que o novo sistema capturou e coletou com sucesso plástico e até microplásticos. O modelo também ficou mais eficiente e menor, possibilitando ajustes offshore.
Em outubro, a Ocean Cleanup apresentou sua nova tecnologia de limpeza de rios, o Interceptor, a primeira solução escalável para interceptar o plástico do rio e impedir que ele chegue ao oceano. Dois sistemas foram implantados em Jacarta (Indonésia) e Klang (Malásia).

### 2020
Em janeiro, inundações extremas romperam a barreira do Interceptor 001 em Jacarta. Embora isso fizesse parte do projeto para reduzir a força em toda a estrutura, a barreira foi substituída por um modelo mais novo que possui uma tela mais forte, design mais simples e um elo fraco ajustável e melhor definido.

### 2021
Em julho de 2021, um novo design chamado System 002, também conhecido como "Jenny", foi implantado na Grande Porção de Lixo do Pacífico para teste. Em outubro, a organização anunciou que o sistema havia recolhido 28.000 kg de lixo. Em outubro, o projeto anunciou planos para o System 003, que abrangerá 2.5 km.

### 2022
Em julho de 2022, a Ocean Cleanup anunciou que um Interceptor Original será implantado perto da foz do Ballona Creek, no sudoeste do condado de Los Angeles, Califórnia. Este será o primeiro Interceptor Original instalado nos Estados Unidos e o segundo da 3ª geração do Interceptor Original a ser implantado globalmente. Até que o sistema seja implementado, ele ficará ancorado na Guarda Costeira dos Estados Unidos na área de Los Angeles.
 Em 25 de julho de 2022, a Ocean Cleanup anunciou que removeu mais de 100.000 kg de plástico do oceano usando seu "System 002" e anunciou o início de sua transição para o novo "System 03", que é supostamente 10 vezes mais eficaz que seu antecessor.

## Descobertas científicas
Em fevereiro de 2015, a equipe de pesquisa publicou um estudo na Biogeosciences sobre a distribuição vertical do plástico, com base em amostras coletadas no Giro do Atlântico Norte. Eles descobriram que a concentração de plástico diminui exponencialmente com a profundidade, com a maior concentração na superfície e se aproximando de zero apenas alguns metros mais fundo. Um artigo de acompanhamento foi publicado na Scientific Reports em outubro de 2016.
Em junho de 2017, pesquisadores publicaram um artigo na Nature Communications, com um modelo da entrada de plástico dos rio no oceano. O modelo estima que entre 1,15 e 2,41 milhões de toneladas de plástico entram nos oceanos do mundo todos os anos, com 86% da entrada proveniente de rios na Ásia.

## Financiamento
O Ocean Cleanup é financiado principalmente por doações e patrocinadores, incluindo a Maersk, o CEO da Salesforce.com, Marc Benioff, a Julius Baer Foundation e a Royal DSM. The Ocean Cleanup levantou mais de 2 milhões de dólares com a ajuda de uma campanha de crowdfunding em 2014.